# Teorema MTU
Na Teoria da computabilidade, o Teorema MTU, ou o teorema da Máquina de Turing universal, é um resultado básico sobre os números de Gödel do conjunto de funções computáveis. Ele afirma a existência de uma função universal computável, a qual é capaz de calcular qualquer outra função computável. A função universal é uma versão abstrata da Máquina de Turing universal, advindo daí o nome do teorema.
Teorema da equivalência de Rogers proporciona uma caracterização da numeração de Gödel de funções computáveis em termos do teorema smn e do teorema MTU.

## Teorema MTU
Sendo {\displaystyle \varphi _{1},\varphi _{2},\varphi _{3},...} uma enumeração de números de Gödel de funções computáveis. Então, a função parcial
{\displaystyle u:\mathbb {N} ^{2}\to \mathbb {N} }
definida como
{\displaystyle u(i,x):=\varphi _{i}(x)\qquad i,x\in \mathbb {N} }
é computável.
{\displaystyle u} é chamado de função universal.